# Toyama Light Rail

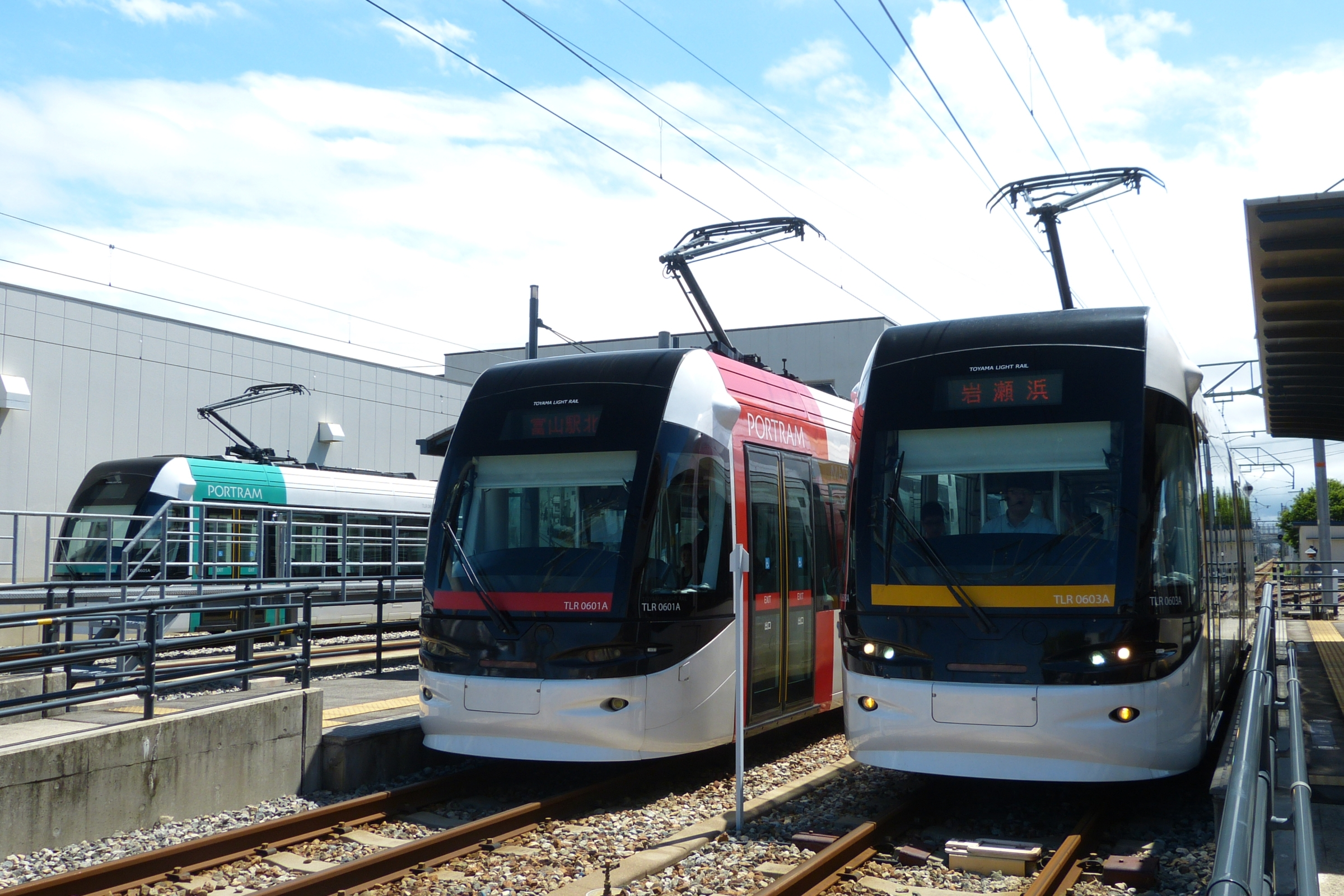
Die Wagen sind in unterschiedlichen Farben lackiert

Die Stadtbahn Toyama bzw. Toyama Light Rail (Kanji mit Katakana 富山ライトレール, Toyama Raito Rēru) ist eine Stadtbahnstrecke im Norden von Toyama auf der Insel Honshū in Japan, die bis 2020 von der gleichnamigen Privatgesellschaft betrieben wurde. Sie verbindet den Küstenbadeort Iwasehama (Kanji 岩瀬浜, Hiragana いわせはま, wörtlich: „Felsen-Stromschnellen-Küste“) mit dem Stadtzentrum. 2020 wurde sie infrastrukturell und betrieblich mit der Straßenbahn Toyama fusioniert.
Der Betrieb wurde 2006 auf einer zuvor zur JR West gehörigen Eisenbahnstrecke aufgenommen, indem der südlichste Streckenabschnitt zugunsten einer neugebauten Straßenbahnstrecke stillgelegt und die Spannung von 1500 V auf 600 V rückumgestellt wurde. Seither wird die auch Toyamakō-Linie (富山港線, Toyamakō-sen, dt. „Toyama-Hafen-Linie“) genannte Bahn ab Hauptbahnhof auf größtenteils eingleisiger Strecke Richtung Norden bis Iwasehama (岩瀬浜) mit acht zweiteiligen Niederflur-Gelenktriebwagen vom Typ TLR0600 bedient, welche den später auch bei der Straßenbahn Toyama zum Einsatz gelangten Fahrzeugen entsprechen. Sieben der Fahrzeuge, die von Niigata Transys auf Grundlage der mit Adtranz entwickelten GT4K-ZR gebaut wurden, wurden 2006 geliefert, während ein achtes Fahrzeug 2019 ausgeliefert wurde.

## Einbindung ins Straßenbahnnetz
Seit der Durchbindung zu der in eine Bahnhofsunterführung reichenden Straßenbahn am 21. März 2020 wird die Strecke von den Linien 4, 5 und 6 der Straßenbahn befahren, die zusammen ungefähr einen 15-Minuten-Takt bilden. Auf diesen Linien werden ausschließlich Niederflurwagen eingesetzt, jedoch nicht nur solche des Typs TLR0600. Auch die Betreibergesellschaft Toyama Light Rail wurde im Februar 2020 in die Toyama Regional Railway Co. Ltd. (Toyama Chihō Tetsudō K.K.) eingegliedert. Auch die zuvor getrennten Tarife wurden vereinheitlicht.